# Massaker von Moura
Das Massaker von Moura wurde zwischen dem 27. und 31. März 2022 von malischen Streitkräften und russischen Söldnern der Wagner-Gruppe in der zentralmalischen Stadt Moura in der Region Mopti im Rahmen eines Konflikts mit der Dschamāʿat Nusrat al-Islām wa-l-Muslimīn von al-Qaida im islamischen Maghreb verübt. Nach Angaben der in den USA ansässigen Menschenrechtsorganisation Human Rights Watch sollen über 300 Zivilisten getötet worden sein.

## Hintergrund
Seit Januar 2012 ist Mali in einen Bürgerkrieg zwischen islamistischen Aufständischen und der malischen Regierung verwickelt. Frankreich beteiligte sich im darauffolgenden Jahr an dem Konflikt, kündigte aber nach dem Staatsstreich in Mali im Jahr 2020 an, die Zahl der französischen Truppen schrittweise zu verringern und sie aus dem Land abzuziehen. Berichten zufolge hat Mali seitdem nach alternativen Möglichkeiten gesucht, um ausländische Hilfe zu erhalten. Es wird berichtet, dass das Land Hilfe von einem privaten russischen Militärunternehmen namens Gruppe Wagner erhalten hat. Die Gruppe betonte sowohl den malischen als auch den russischen Streitkräften gegenüber, dass sie ausschließlich als Militärberater agiere. Human Rights Watch hat mindestens 71 Einzelfälle dokumentiert, in denen Zivilisten zwischen Dezember 2021 und März 2022 von Sicherheitskräften standrechtlich hingerichtet wurden. Der France-24-Journalist Wassim Nasr vermutet, dass das Massaker zum Teil eine Vergeltung für wiederholte Angriffe auf das Dorf Dogofry in Ségou durch Mitglieder der islamistischen Macina-Befreiungsfront war.
Insbesondere die Stadt Moura wurde mit der „Quasi-Kontrolle“ von Dschihadisten verglichen, insbesondere der Dschamāʿat Nusrat al-Islām wa-l-Muslimīn, die zu al-Qaida im islamischen Maghreb gehört und den Dorfbewohnern die Scharia aufgezwungen hat. Im Jahr 2022 wurde Muhammed Kufa, der zweite Anführer der AQIM, in der Stadt gesichtet.

## Massaker
Die Operation begann am 27. März, als Regierungstruppen in die Stadt Moura eindrangen. Militärhubschrauber landeten in der Nähe des Marktes der Stadt, die Soldaten stiegen aus und näherten sich einer Gruppe von etwa 30 Dschihadisten, die auf sie schossen und dabei mindestens zwei weiße Soldaten (wahrscheinlich von der Wagner-Gruppe) und eine unbekannte Anzahl von Regierungssoldaten töteten. Die malischen Streitkräfte feuerten zurück und töteten mehrere Menschen. Mehrere Zivilisten sahen die Szene und versuchten zu fliehen, wurden aber von einem Hubschrauber verfolgt, der offenbar gezielt auf rennende Zivilisten schoss.
Laut Zeugenaussagen verteilten sich malische und weiße Soldaten in der ganzen Stadt, versperrten die Ausgänge und töteten jeden, der zu fliehen versuchte. Die Sicherheitskräfte verhafteten und verhörten Hunderte von Zivilisten und konfiszierten häufig deren Habseligkeiten, einschließlich ihrer Telefone. Männer, die sich weigerten, sich festnehmen zu lassen, wurden von weißen Söldnern auf der Stelle erschossen. Die Verhafteten wurden dann zum Flussufer gebracht, wo sie in Gruppen von 4, 6 oder 10 Personen zusammengetrieben und dann massenweise hingerichtet wurden. Überlebende berichteten Reuters, dass Mitglieder der Bobo- und Iklan-Gruppen gezwungen wurden, Massengräber auszuheben.
Einige behaupteten, dass Männer, die Bärte und traditionelle islamische Kleidung trugen, eher zur Zielscheibe wurden, weil sie den Islamisten ähnlich sahen. Andere berichteten Human Rights Watch, dass die hingerichteten Personen aufgrund ihrer ethnischen Zugehörigkeit zu den Fulbe ins Visier genommen worden seien.
Die Operation wurde am 31. März beendet. Ein Zeuge berichtete Human Rights Watch, er habe gehört, wie ein Regierungsbeamter über sein Walkie-Talkie sagte: „Hört auf, Menschen zu töten, lasst sie gehen“, woraufhin das Töten aufhörte. Mindestens drei Anwohner berichteten, das Militär habe sich anschließend in einer Rede für das Massaker entschuldigt.
Berichten zufolge waren rund 100 weiße Soldaten, die eine andere Sprache als Französisch sprachen, an dem Massaker beteiligt. Die Dorfbewohner glaubten, dass es sich um russische Söldner der Wagner-Gruppe handelte, da sie von deren Beteiligung an dem Konflikt zu Beginn des Jahres gehört hatten. Viele dieser Söldner wurden beschuldigt, für Verhöre, Folter und Massenhinrichtungen von Zivilisten verantwortlich zu sein.

## Nachwirkungen
Am 1. April gab die malische Regierung bekannt, dass sie eine neuntägige Militäroperation in der Region Moura beendet und über 203 Terroristen getötet habe.
In den sozialen Medien verbreitete sich schnell die Behauptung, in der Stadt habe ein Massaker stattgefunden, und löste eine Kontroverse aus. Am 5. April veröffentlichte die Menschenrechtsorganisation Human Rights Watch einen umfassenden Bericht über das Massaker, in dem sie feststellte, dass mehr als 300 Zivilisten von den malischen Streitkräften bei der „schlimmsten einzelnen Gräueltat“ in der Geschichte des Mali-Krieges getötet worden waren.
Der Bericht erregte internationales Aufsehen, und das Massaker wurde vom deutschen Auswärtigen Amt, von Frankreich, dem Center for Civilians in Conflict (CIVIC), dem EU-Beamten Josep Borrell, Global Affairs Canada und dem Außenministerium der Vereinigten Staaten verurteilt.
Der Beamte der Vereinten Nationen Alioune Tine forderte am 6. April eine Untersuchung des Vorfalls. Die malische Regierung leitete am nächsten Tag eine Untersuchung ein, die von Vertretern der Multidimensionalen Integrierten Stabilisierungsmission der Vereinten Nationen in Mali begrüßt wurde. Am 20. April äußerten sich die Vereinten Nationen besorgt darüber, dass Mali die Ermittler nicht nach Moura ließ.
Bundesverteidigungsministerin Christine Lambrecht erklärte am 9. April vor Reportern, sie habe wachsende Zweifel an der Beteiligung ihres Landes an dem Konflikt, da „sich dann die Frage stellt, ob dies [die deutsche Militärintervention] mit unseren Werten vereinbar sein kann, insbesondere wenn wir dann Zeugen von Gräueltaten wie in Moura werden müssen“. Ähnliche Bedenken äußerte Außenministerin Annalena Baerbock.
Am 8. April beglückwünschte das russische Außenministerium Mali zu seinem Vorgehen und bezeichnete Berichte über ein Massaker als „Desinformation“. Am selben Tag unterbreitete Frankreich dem Sicherheitsrat der Vereinten Nationen einen Vorschlag zur Untersuchung angeblicher Gräueltaten während des Vorfalls, der von Russland und China mit der Begründung abgelehnt wurde, es sei verfrüht, eine Untersuchung einzuleiten, bevor die malischen Streitkräfte eine solche angekündigt hätten.
Ende April erklärte die Dschamāʿat Nusrat al-Islām wa-l-Muslimīn (GSIM), sie habe einen Kämpfer der Gruppe Wagner gefangen genommen. Die GSIM verurteilte das Massaker.